# Bateria de estado sólido
Uma bateria de estado sólido é uma tecnologia de bateria que usa eletrodos sólidos e um eletrólito sólido, em vez dos eletrólitos líquidos ou de gel de polímero encontrados nas baterias de íon-lítio ou de polímero de lítio.
Embora os eletrólitos sólidos tenham sido descobertos no século XIX, várias desvantagens, como baixas densidades de energia, impediram sua aplicação generalizada. Os desenvolvimentos do final do século XX e início do século XXI geraram um interesse renovado em tecnologias de baterias de estado sólido, especialmente no contexto de veículos elétricos, a partir da década de 2010.
Os materiais propostos para uso como eletrólitos sólidos em baterias de estado sólido incluem cerâmicas (por exemplo, óxidos, sulfetos, fosfatos) e polímeros sólidos. Baterias de estado sólido encontraram uso em marca-passos, RFID e dispositivos vestíveis. Eles são potencialmente mais seguros, com densidades de energia mais altas, mas a um custo muito maior. Os desafios para a adoção generalizada incluem energia e densidade de potência, durabilidade, custos de material, sensibilidade e estabilidade.

## História
Entre 1831 e 1834, Michael Faraday descobriu os eletrólitos sólidos sulfeto de prata e fluoreto de chumbo (II), que estabeleceram a base para os iônicos de estado sólido.
No final da década de 1950, vários sistemas eletroquímicos empregavam eletrólitos sólidos. Eles usavam um íon de prata, mas tinham algumas qualidades indesejáveis, incluindo baixa densidade de energia e tensões de célula e alta resistência interna. Uma nova classe de eletrólito de estado sólido, desenvolvida pelo Laboratório Nacional de Oak Ridge, surgiu na década de 1990, que foi então usada para fazer baterias de íon-lítio de película fina.
Com o avanço da tecnologia no novo milênio, pesquisadores e empresas que operam nos setores automotivo e de transporte demonstraram um interesse revitalizado em tecnologias de baterias de estado sólido. Em 2011, a Bolloré lançou uma frota de seus carros modelo BlueCar, primeiro em cooperação com o serviço de compartilhamento de carros Autolib, e posteriormente lançada para clientes de varejo. O carro tinha como objetivo mostrar a diversidade de células elétricas da empresa e apresentava uma bateria de polímero metálico de lítio (LMP) de 30 kWh com um eletrólito polimérico, criado pela dissolução de sal de lítio em um copolímero (polioxietileno).
Em 2012, a Toyota seguiu o exemplo e começou a conduzir pesquisas experimentais em baterias de estado sólido para aplicações na indústria automotiva, a fim de se manter competitiva no mercado de EV. Paralelamente, a Volkswagen iniciou parcerias com pequenas empresas de tecnologia especializadas na tecnologia.
Em seguida, houve uma série de avanços tecnológicos. Em 2013, pesquisadores da Universidade do Colorado em Boulder anunciaram o desenvolvimento de uma bateria de lítio de estado sólido, com um cátodo de compósito sólido baseado em uma química ferro - enxofre, que prometia maior capacidade de energia em comparação com baterias de estado sólido já existentes. Em 2014, pesquisadores da startup Sakti3 em Ann Arbor, Michigan, anunciaram a construção de sua própria bateria de íon-lítio de estado sólido, alegando que ela gerava densidade de energia ainda maior com custos mais baixos. Em resposta, a fabricante de eletrodomésticos Dyson adquiriu estrategicamente a Sakti3 por US$ 90 milhões.
Em 2017, John Goodenough, o co-inventor das baterias de íon-lítio, revelou uma bateria de estado sólido, usando um eletrólito de vidro e um ânodo de metal alcalino consistindo de lítio, sódio ou potássio. Mais tarde naquele ano, a Toyota anunciou o aprofundamento de sua parceria de décadas com a Panasonic, incluindo uma colaboração em baterias de estado sólido. Devido à sua pesquisa inicial intensiva e colaborações coordenadas com outros líderes da indústria, a Toyota detém a maioria das patentes relacionadas à tecnologia. No entanto, outros fabricantes de automóveis que desenvolvem tecnologias de baterias de estado sólido de forma independente rapidamente se juntaram a uma lista crescente que inclui a BMW, Honda, Hyundai Motor Company e Nissan. A Fisker Inc. gerou uma solução interna proprietária para a produção de baterias de estado sólido para aplicações de veículos movidos a bateria de estado sólido, mas o objetivo inicial de trazer o super sedã EMotion aos mercados de consumo para comercialização em 2020 foi consideravelmente adiado em favor de EVs convencionais que poderiam competir com o Tesla Model Y em 2020.
Em 2021, a Toyota vai revelar um protótipo de veículo elétrico movido a baterias de estado sólido, com planos adicionais de ser a primeira montadora a vender um veículo elétrico com este tipo de bateria.

## Materiais
Os materiais candidatos a eletrólitos de estado sólido incluem cerâmicas como ortossilicato de lítio, vidro e sulfetos. Os cátodos são à base de lítio. As variantes incluem LiCoO2, LiNi1/3Co1/3Mn1/3O2, LiMn2O4 e LiNi0,8Co0,15Al0,05O 2. Os ânodos variam mais e são afetados pelo tipo de eletrólito. Os exemplos incluem In, GexSi1−x, SnO–B2O3, SnS–P2S5, Li2FeS2, FeS, NiP2 e Li2SiS3.

## Usos
Baterias de estado sólido encontraram uso potencial em marca-passos, identificação por radiofrequência e dispositivos vestíveis.

### Veículos elétricos
Carros elétricos híbridos e plug-in usam uma variedade de tecnologias de bateria, incluindo íon-lítio, hidreto metálico de níquel, chumbo-ácido e capacitor elétrico de camada dupla (ou ultracapacitor), liderado por íon-lítio.

## Desafios

### Custo
Baterias de estado sólido são tradicionalmente caras para fabricar e empregam processos de manufatura considerados difíceis de fazer em escala, exigindo caro equipamento de deposição a vácuo. Como resultado, os custos se tornam proibitivos em aplicações para o consumidor. Foi estimado em 2012 que, com base na tecnologia então atual, uma célula de bateria de estado sólido de 20 Ah custaria US$ 100.000, e um carro elétrico de alto alcance exigiria entre 800 e 1.000 dessas células. Da mesma forma, o custo impediu a adoção de baterias de estado sólido em outras áreas, como smartphones.

### Sensibilidade à temperatura e pressão
Operações em baixa temperatura podem ser desafiadoras. As baterias de estado sólido historicamente tiveram um desempenho ruim.
Baterias de estado sólido com eletrólitos de cerâmica requerem alta pressão para manter contato com os eletrodos. Baterias de estado sólido com separadores de cerâmica podem quebrar devido ao estresse mecânico.

### Dendritos
Ânodos de metal de lítio (Li) sólido em baterias de estado sólido são candidatos de substituição em baterias de íon de lítio para densidades de energia mais altas, segurança e tempos de recarga mais rápidos. Esses ânodos tendem a sofrer com a formação e o crescimento de dendritos de Li.
Os dendritos penetram no separador entre o ânodo e o cátodo causando curtos-circuitos. Isso causa superaquecimento, que pode resultar em incêndios ou explosões de avalanche térmica.

## Vantagens
Acredita-se que a tecnologia de bateria de estado sólido oferece densidades de energia mais altas ao habilitar ânodos de metal de lítio.
Elas podem evitar o uso de materiais perigosos ou tóxicos encontrados em baterias comerciais, como eletrólitos orgânicos.
Como a maioria dos eletrólitos líquidos é inflamável e os eletrólitos sólidos não são inflamáveis, acredita-se que as baterias de estado sólido apresentam menor risco de incêndio. São necessários menos sistemas de segurança, aumentando ainda mais a densidade de energia. Estudos recentes mostram que a geração de calor no interior é de apenas ~ 20-30% das baterias convencionais com eletrólito líquido sob fuga térmica.
Acredita-se que a tecnologia de bateria de estado sólido permite um carregamento mais rápido. Voltagem mais alta e ciclo de vida mais longo também são possíveis.